# Choc culturel
Pour les articles homonymes, voir Choc.

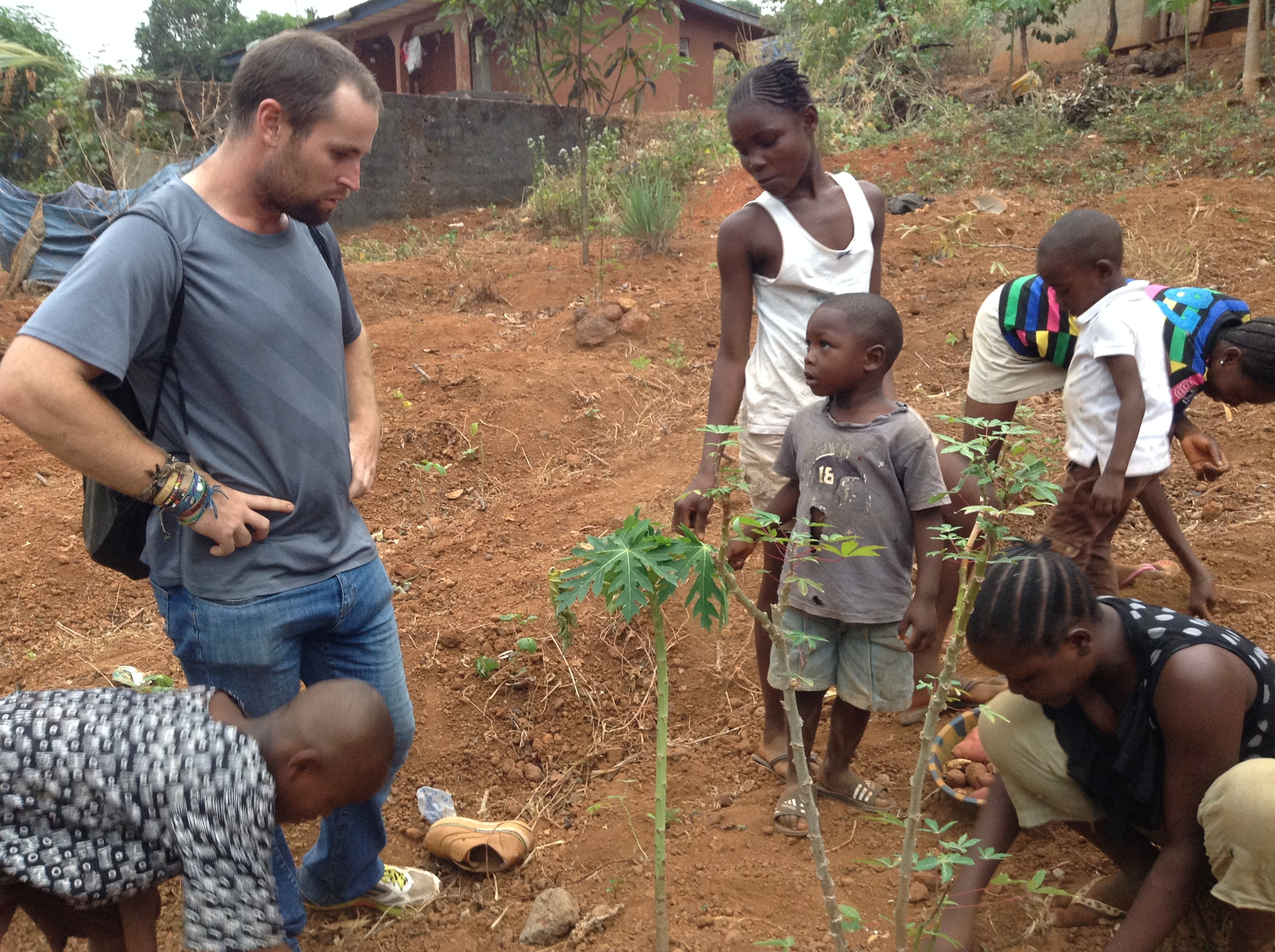
Un Australien découvre le travail dans une petite ferme de Freetown, en Sierra Leone.

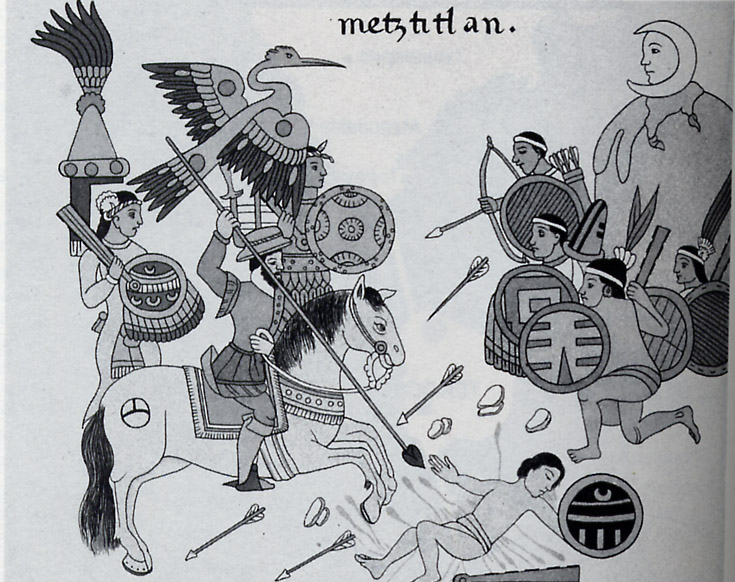
La rencontre avec les conquérants avec des fusils et des chevaux a choqué les Aztèques, ils ont donc confondu les Européens avec les prophètes de l'Est.

Selon le modèle, les gens auront d'abord (1) une période de lune de miel puis (2) une période de transition, c'est-à-dire un choc culturel. Mais plus tard, les gens commenceront à s'adapter (3) (la ligne pointillée montre que certaines personnes détesteront la nouvelle culture). Et (4) fait référence à certaines personnes qui retournent chez elles pour s'adapter à la culture ancienne.

Le choc culturel est la désorientation ressentie par une personne confrontée à un mode de vie qui ne lui est pas familier. Il peut être éprouvé lors de la visite d'un pays étranger, face à l'immigration, lors d'un changement de milieu social ou simplement de mode de vie.
Le concept (culture shock) a été défini pour la première fois par l'anthropologue canadien Kalervo Oberg (en) en 1960. 
Les sources et les formes du choc culturel les plus courantes comprennent : la surcharge informationnelle, la barrière linguistique, le fossé générationnel, le fossé technologique (en) et le mal du pays. Il n'y a pas de moyen de prévenir complètement le choc culturel, dans la mesure où des individus différents réagissent différemment aux contrastes culturels.